# گاویا
گاویا (به لاتین: Gauja) یک رود در کشور لتونی است که از شمال این کشور سرچشمه میگیرد و پس از طی ۴۵۲ کیلومتر در سارنیکاوا به خلیج ریگا میریزد. این رود بخشی از مرز دو کشور لتونی و استونی را تشکیل میدهد.

## نگارخانه

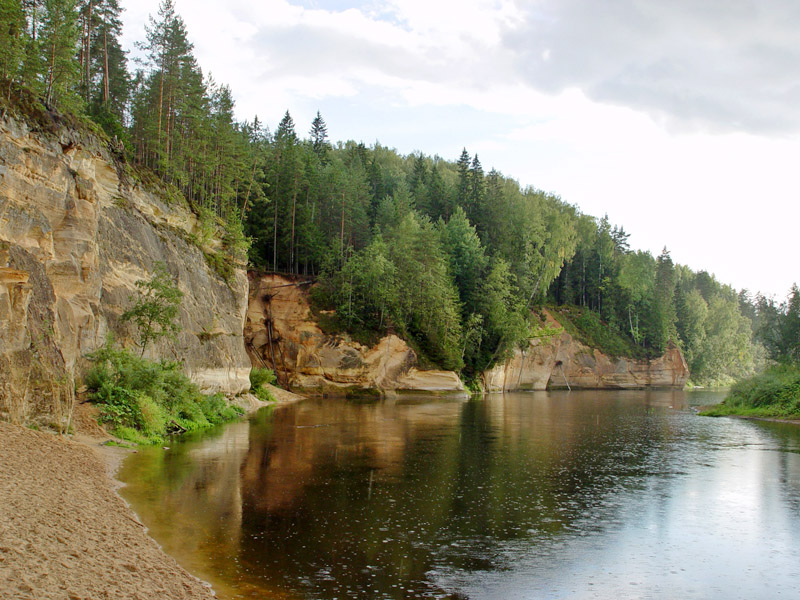
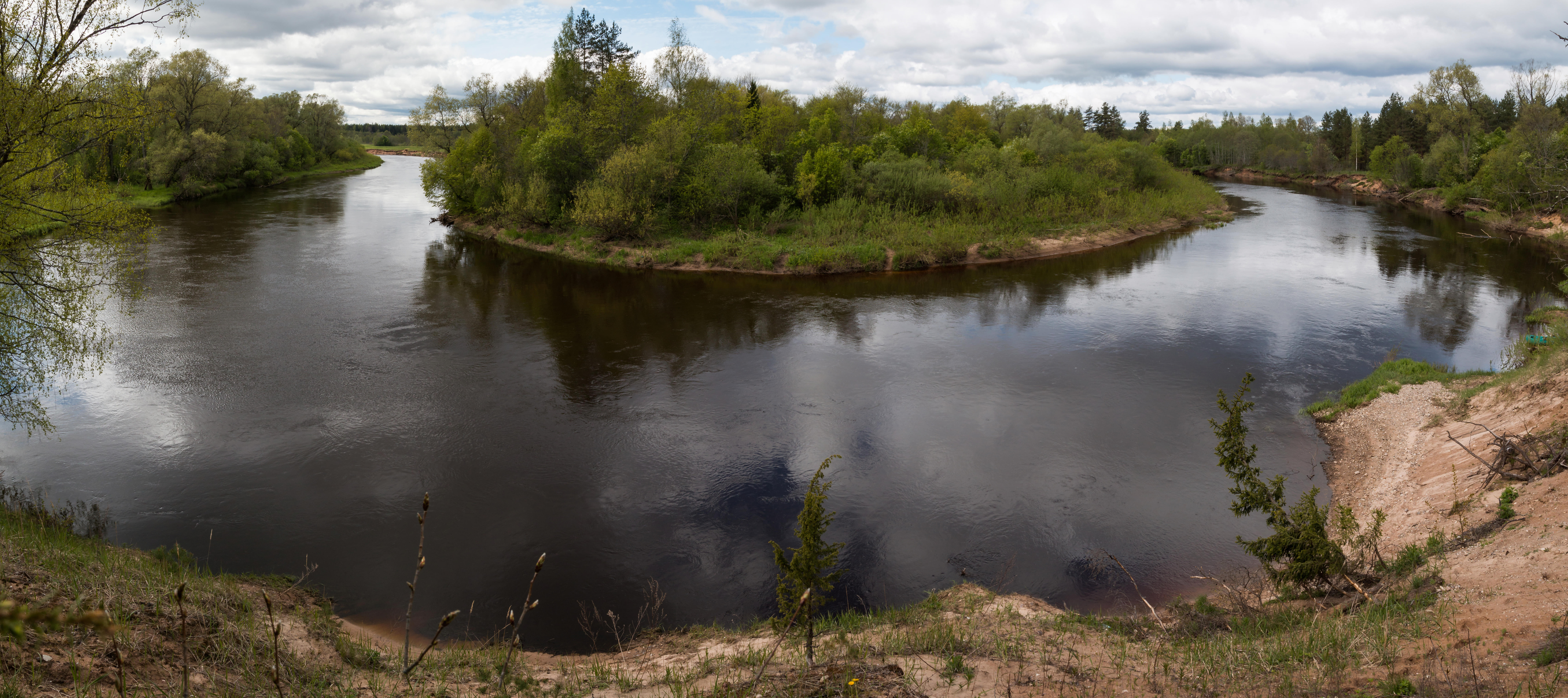
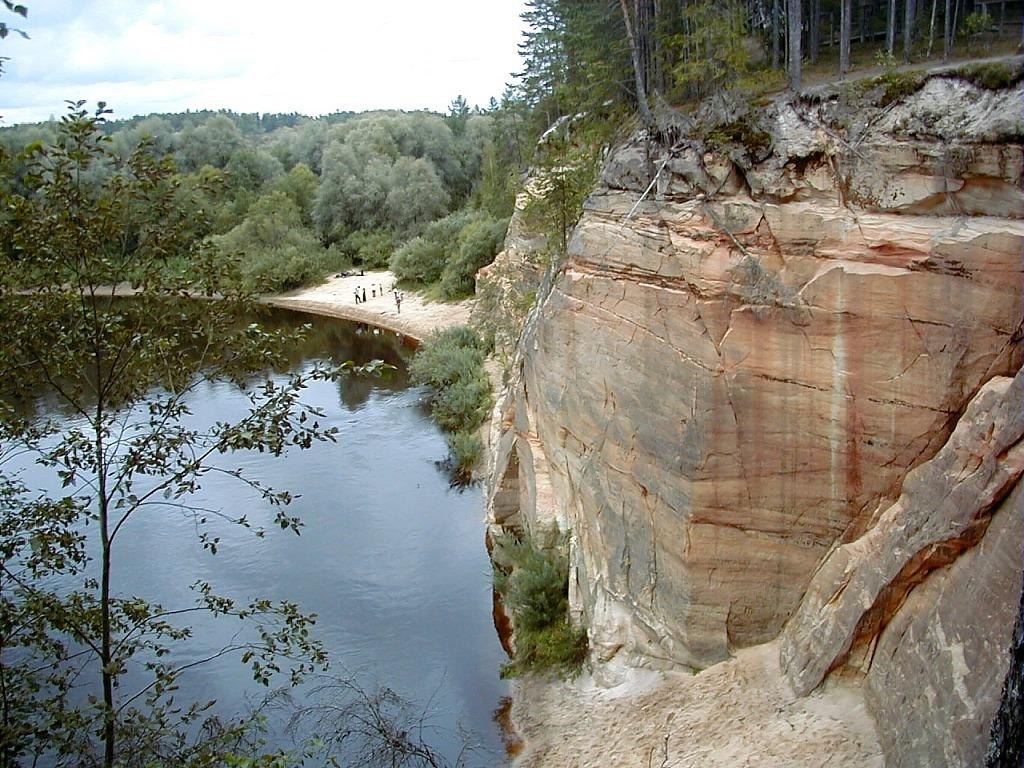
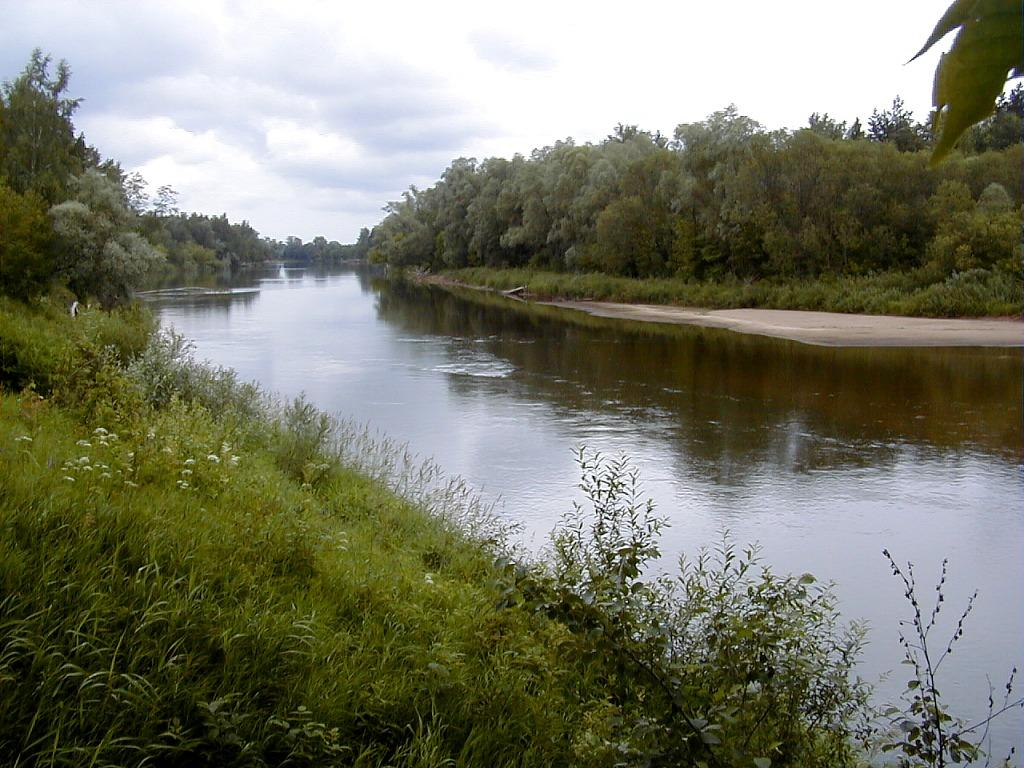